# Tompkinsville
La ville de Tompkinsville est le siège du comté de Monroe, dans l'État du Kentucky, aux États-Unis. Elle comptait 2 660 habitants lors du recensement de 2000.

## Histoire
La ville a été nommée en hommage à Daniel D. Tompkins (1774-1825), sixième vice-président des États-Unis sur le ticket républicain-démocrate de 1816 avec James Monroe comme président.

## Personnalité liée à la ville
Le peintre franco-américain Joe Downing est né le 15 novembre 1925 à Tompkinsville.